# Bosquerola de Yucatán
La bosquerola de Yucatán (Granatellus sallaei) és un ocell de la família dels cardinàlids (Cardinalidae).

## Hàbitat i distribució
habita el bosc decidu, vegetació secundària i matolls de les terres baixes de Mèxic des del sud de Veracruz, Tabasco, nord d'Oaxaca, nord de Chiapas i la Península de Yucatán cap al sud fins al nord de Guatemala i Belize.